# Stanisław Ciechanowski (anatomopatolog)
Stanisław Witalis Ciechanowski (ur. 28 kwietnia 1869 w Krakowie, zm. 15 sierpnia 1945 tamże) – polski lekarz anatomopatolog, profesor Uniwersytetu Jagiellońskiego.

## Życiorys
Był synem Wiktoryna, inżyniera kolejowego, i Florentyny ze Schwarzów. Miał dziewięcioro rodzeństwa, w tym: Zygmunta, inżyniera mechanika, profesora Politechniki Lwowskiej i Elżbietę, poetkę i działaczkę społeczną. Uczęszczał do Gimnazjum św. Anny, które ukończył w 1886. Następnie studiował na Wydziale Lekarskim UJ. W 1894 uzyskał tytuł doktora nauk lekarskich i rozpoczął pracę jako asystent w Zakładzie Anatomii Patologicznej UJ u profesora Tadeusza Browicza. Habilitował się w 1898 z zakresu anatomii patologicznej. W roku 1900 uzyskał profesurę nadzwyczajną. W roku 1919 Ciechanowski przejął po Browiczu katedrę i zakład, którymi kierował aż do 1939 roku. Był dwukrotnie w latach 1919–1920 oraz 1927–1929 dziekanem Wydziału Lekarskiego oraz w 1927 inicjatorem i organizatorem Studium Wychowania Fizycznego UJ. W latach 1905–1920 pełnił obowiązki redaktora naczelnego „Przeglądu Lekarskiego”, a także w latach 1906–1912 był redaktorem naczelnym „Rocznika Wydziału Lekarskiego”. W 1919 uzyskał tytuł profesora zwyczajnego. Również w tym samym roku nie przyjął oferowanej mu teki Ministra Zdrowia Publicznego. Praca O przeroście gruczołu krokowego z 1896 drukowana w kilku językach, zyskała rozgłos światowy. Ciechanowski należał również do pionierów w badaniu mechanizmów i klasyfikacji chorób nowotworowych. W oparciu o blisko 80 000 przypadków sekcyjnych sporządził wielokierunkową i wielopoziomową analizę przyczyn i warunków powstawania nowotworów, proponując ich oryginalną klasyfikację w oparciu o ustalone przez siebie trzy podstawowe grupy. Z nazwiskiem związany jest także wieloletni trud uporządkowania i skodyfikowania poprawnego nazewnictwa medycznego oraz terminologii lekarskiej. Był jednym z inicjatorów i współautorów nowoczesnego słownika lekarskiego, który zawierał ok. 36 000 haseł obcojęzycznych i ok. 12 tysięcy haseł polskojęzycznych. Był między innymi członkiem PAU, Towarzystwa Lekarskiego Warszawskiego, Związku Polskich Lekarzy i Przyrodników w Petersburgu, Towarzystwa Lekarzy Czeskich w Pradze, Akademii Nauk Lekarskich, Towarzystwa Walki z Gruźlicą i Polskiego Towarzystwa Higienicznego.

W latach 1931–1934 wykładał patologię ogólną i doświadczalną. W dniu 31 sierpnia 1939 przeszedł na emeryturę. 6 listopada 1939 znalazł się w Collegium Novum Uniwersytetu Jagiellońskiego i wraz z innymi pracownikami i profesorami UJ i AGH został aresztowany w czasie Sonderaktion Krakau. Ze względu na podeszły wiek i zły stan zdrowia uniknął wywiezienia do obozu koncentracyjnego Sachsenhausen. Został zwolniony 9 listopada 1939. W czasie okupacji w ograniczony sposób był zaangażowany w tajne nauczanie w formie egzaminowania zgłaszających się kandydatów z patologii ogólnej. W lutym 1945  wobec złego stanu zdrowia kierownictwo katedry i zakładu Anatomii Patologicznej spoczęło w rękach docent Janiny Kowalczykowej.

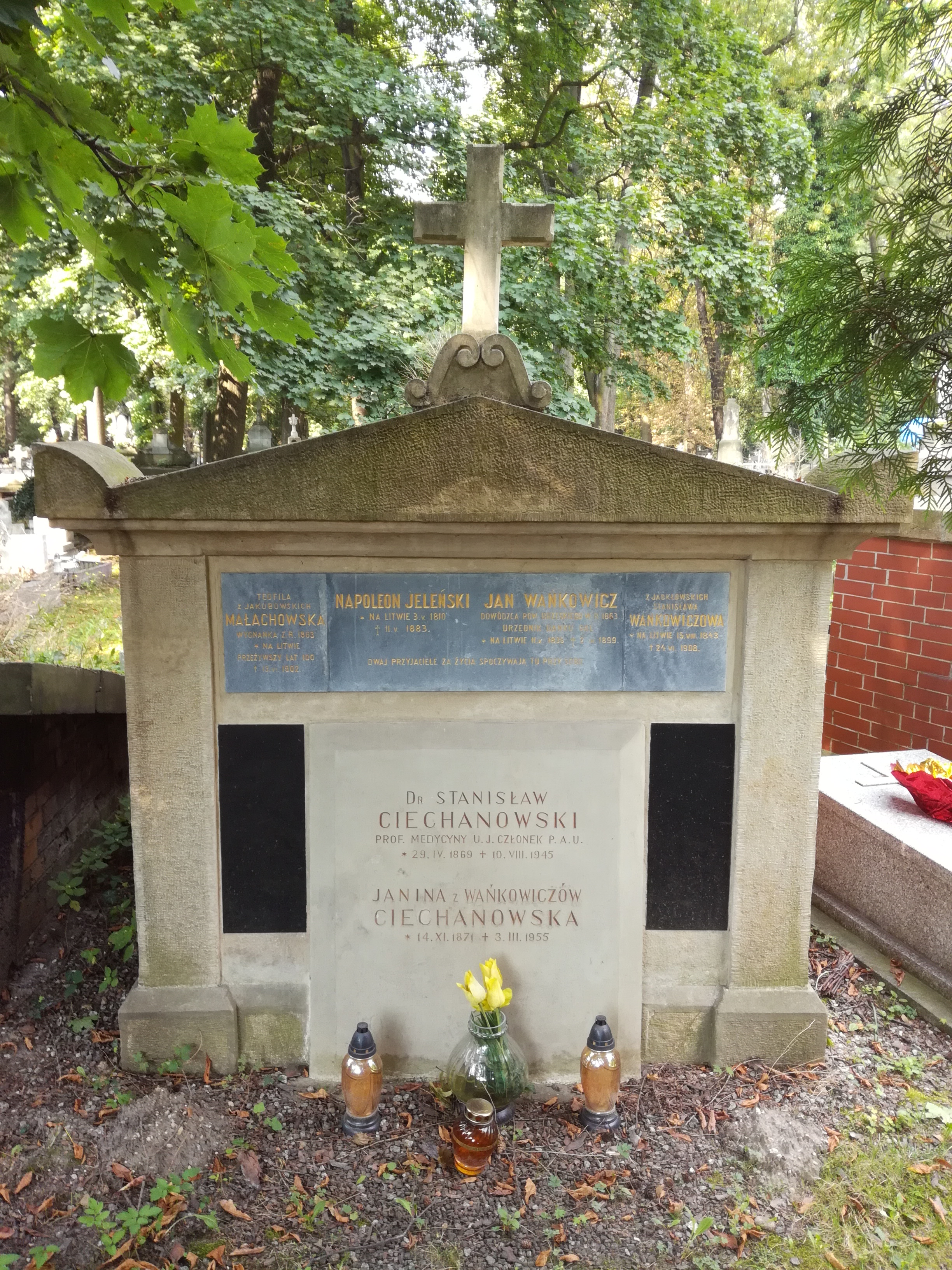
Grób prof. Stanisława Ciechanowskiego

Od 25 stycznia 1895 był żonaty z Janiną Wańkowicz.
Zmarł w Krakowie. Pochowany na cmentarzu Rakowickim (kwatera T-wsch).

## Ordery i odznaczenia
- Krzyż Komandorski Orderu Odrodzenia Polski (30 kwietnia 1925)[3]
- Złoty Krzyż Zasługi (11 listopada 1936)[4]
- Medal Dziesięciolecia Odzyskanej Niepodległości

## Upamiętnienie
W 2001 roku u wejścia do sali wykładowej przy ul. Grzegórzeckiej 16 wmurowano pamiątkową tablicę ku jego czci.